# Nu ABO
Nu ABO (en hangul, Nu 예삐오; romanización revisada, Nu Yeppioh) es el primer EP del grupo femenino de K-pop F(x). Fue lanzado digitalmente el 4 de mayo de 2010 en Corea del Sur, bajo la discográfica S.M. Entertainment y distribuido por KMP Holdings. El miniálbum tiene dos sencillos promocionales y son: «Nu ABO» y «Mr. Boogie»

## Antecedentes
El título del EP es un juego de palabras que significa New Blood Type, donde A, B y O son los tipos de sangre, y si las letras se dicen en sucesión suena a "ye-bbi-oh" ("예삐오").

## Promociones
La primera canción promocional del EP, «Nu ABO», fue escogida como la principal. «Mr. Boogie» fue relanzada como sencillo digital el 17 de julio de 2010, seguido de una ronda de promociones.
Las presentaciones en vivo para «Nu ABO» y «Mr. Boogie» se realizaron en varios programas musicales como Music Bank, Show! Music Core e Inkigayo durante el ciclo de promociones televisivas. «ME+U» también tuvo una presentación en vivo durante el Dream Concert 2010 y el Wave K junto a su propia coreografía. Una versión remix de «Ice Cream» realizada por Idiotape fue lanzada el 27 de marzo de 2013.
La canción principal del miniálbum fue usado como parte de la banda sonora de la película coreano-americana Make Your Move estrenada en 2013.

## Lista de canciones
| N.º   | Título                                         | Letras        | Música                                                                                  | Duración |  |
| 1.    | «Nu ABO» (NU 예삐오)                           | Yoo Young Jin | Cutfather, Mynority Jose Aguirre López, Thomas Troelsen, Engelina Larsen, Yoo Young Jin | 3:44     |  |
| 2.    | «Mr. Boogie»                                   | Kenzie        | Fredrik Fencke, Emilh Tigerlantz                                                        | 3:00     |  |
| 3.    | «Ice Cream» (아이스크림)                       | Kim Bu Min    | Hitchhiker                                                                              | 3:06     |  |
| 4.    | «ME+U»                                         | Kim Young Hu  | Cho Hun Young                                                                           | 3:16     |  |
| 5.    | «Surprise Party»                               | Shim Eun Ji   | Shim Eun Ji                                                                             | 2:43     |  |
| 6.    | «Sorry (Dear Daddy)» (Dueto de Luna y Krystal) | Kim Hee Young | Shim Eun Ji, Lee Min Young                                                              | 3:41     |  |
| 19:34 |                                                |               |                                                                                         |          |  |

## Historia de lanzamiento
| Región        | Fecha                                      | Discográfica                   | Formato |
| ------------- | ------------------------------------------ | ------------------------------ | ------- |
| Corea del Sur | 3 de mayo de 2010                          | SM Entertainment, KMP Holdings | CD      |
| Hong Kong     | 18 de mayo de 2010                         | Avex Asia                      | CD      |
| Taiwán        | 28 de mayo de 2010                         | Avex Asia                      | CD      |
| Filipinas     | 19 de junio de 2010 (lanzamiento especial) | Universal Records              | CD      |
| Filipinas     | 25 de junio de 2010 (lanzamiento oficial)  | Universal Records              | CD      |